# Lucy Fry
Lucy Elizabeth Fry (Queensland, Austrália em 13 de março de 1992), mais conhecida como Lucy Fry, é uma atriz australiana.

## Biografia
Fry começou a estudar teatro muito nova, e tem treinado com a companhia de teatro com base física em Brisbane, Zen Zen Zo . Ela fez uma aparição sem créditos no final da 3ª temporada de H2O: Just Add Water, em 2010. Seu primeiro papel na tela da TV foi como Zoey em Lightning Point, a partir daí , ela esteve em Mako Mermaids como a sereia Lyla. Em 2013, ela foi contratada para seus primeiros papéis no grande ecrã: como Lissa Dragomir em Academia de Vampiros: Irmãs de Sangue e como Mel em Now Add Honey.

## Filmografia

### Filme
| Ano  | Titulo                 | Papel            | Notas |
| ---- | ---------------------- | ---------------- | ----- |
| 2009 | Instead of Breakfast   |                  |       |
| 2014 | Vampire Academy        |                  |       |
| 2015 | Now Add Honey          | Honey Halloway   |       |
| 2015 | The Preppie Connection | Alex Hayes       |       |
| 2016 | Mr. Church             | Poppy            |       |
| 2016 | The Darkness           | Stephanie Taylor |       |
| 2017 | Bright                 | Tikka            |       |
| 2019 | She's Missing          | Heidi            |       |
| 2021 | Night Teeth            | Zoe              |       |
| 2022 | Last Looks             | Jayne White      |       |

### Televisão
| Ano  | Titulo              | Papel         | Notas           |
| ---- | ------------------- | ------------- | --------------- |
| 2010 | H2O: Just Add Water | Estudante     |                 |
| 2012 | Lightning Point     | Zoey          |                 |
| 2013 | Reef Doctors        | Josie         |                 |
| 2013 | Mako Mermaids       | Lyla          |                 |
| 2016 | 11.22.63            | Marina Oswald |                 |
| 2016 | Wolf Creek          | Eve Thorogood |                 |
| 2019 | Godfather of Harlem | Stella        | Papel principal |